# Nazionale maschile di baseball di San Marino
La nazionale maschile di baseball sammarinese rappresenta la Federazione Sammarinese Baseball-Softball (FSBS) nelle competizioni internazionali. Sebbene abbia partecipato a due Campionati europei di baseball, da anni non si registra alcuna attività ufficiale.

## Piazzamenti

### Europei
- 1971: 5º
- 1985: 6º